# How to Clean Everything
How to Clean Everything è l'album di debutto del gruppo skate punk canadese Propagandhi, pubblicato nel 1994 dalla Fat Wreck Chords.

## Tracce[1]
Tutte le tracce dei Propagandhi eccetto dove indicato.
1. Anti-Manifesto - 3:36
2. Head? Chest? Or Foot? - 2:04
3. Hate, Myth, Muscle, Etiquette - 2:43
4. Showdown (G.E./P.) - 3:47
5. Ska Sucks - 1:50
6. Middle Finger Response - 2:23
7. Stick the Fucking Flag Up Your Goddam Ass, You Sonofabitch - 2:51
8. Haillie Sellasse, Up Your Ass - 4:11
9. Fück Machine - 3:06
10. This Might Be Satire - 1:34
11. Who Will Help Me Bake This Bread? - 2:41
12. I Want Ü 2 Vant Me - 2:47 (cover dei Cheap Trick)

## Formazione
- Chris Hannah - chitarra, voce
- Jord Samolesky - batteria
- John K. Samson - basso, voce

### Crediti[3]
- Donnell - ingegneria del suono
- John Yates - copertina